# Kościół w Bro
Kościół w Bro – świątynia należąca do diecezji Visby Kościoła Szwecji. Znajduje się w środkowo-zachodniej części Gotlandii.

## Architektura
Obecny kościół w Bro stoi prawdopodobnie na starożytnym, przedchrześcijańskim miejscu sakralnym. Przypuszcza się, że znajdująca się w pobliżu świątyni studnia mogła być studnią ofiarną. Generalnie cała okolica jest niezmiernie bogata przede wszystkim w liczne malowane kamienie datowane na V wiek.
Prawdopodobnie w XII wieku zbudowano tutaj pierwszy kościół chrześcijański w formie budowli klepkowej, z której jednak do dzisiaj nic nie pozostało. Budowę obecnej świątyni rozpoczęto przypuszczalnie na początku XIII wieku. Kościół wzniesiono z wapienia. Obecna wieża, pochodząca z lat 40. XII wieku, jest pozostałością po wcześniejszej, romańskiej budowli. W połowie XIII wieku romańskie prezbiterium zastąpiono gotyckim, a identyczny los pod koniec tego samego stulecia spotkał nawę. Również w tym czasie sukcesywnie i niezwykle bogato wyposażano wnętrze kościoła.
Od tamtego czasu w zewnętrznej stronie świątyni nie wprowadzono żadnych większych zmian. Jedynie we wnętrzu pod koniec XVII wieku próbowano przemalować średniowieczne freski, przez co w pewnym stopniu uległy one zniszczeniu. Mimo to kościół do dziś pozostaje jedną z najlepiej zachowanych średniowiecznych świątyń na Gotlandii.
Bryła kościoła od strony architektonicznej prezentuje dzisiaj mieszankę stylów romańskiego i gotyckiego. Kilka elementów wcześniejszej świątyni włączono do aktualnej. Wieża jest ewidentnie późnoromańska. Wysoka nawa prezentuje gotyk; pozbawiona jest filarów nośnych. Prezbiterium jest proste, pozbawione absydy. Bogato rzeźbiony jest portal południowy. Z jednej jego strony widnieją sceny z dzieciństwa Jezusa, Jego zmartwychwstanie, a także piekło, zaś druga strona prezentuje misternie rzeźbione ornamenty roślinne.

## Wnętrze

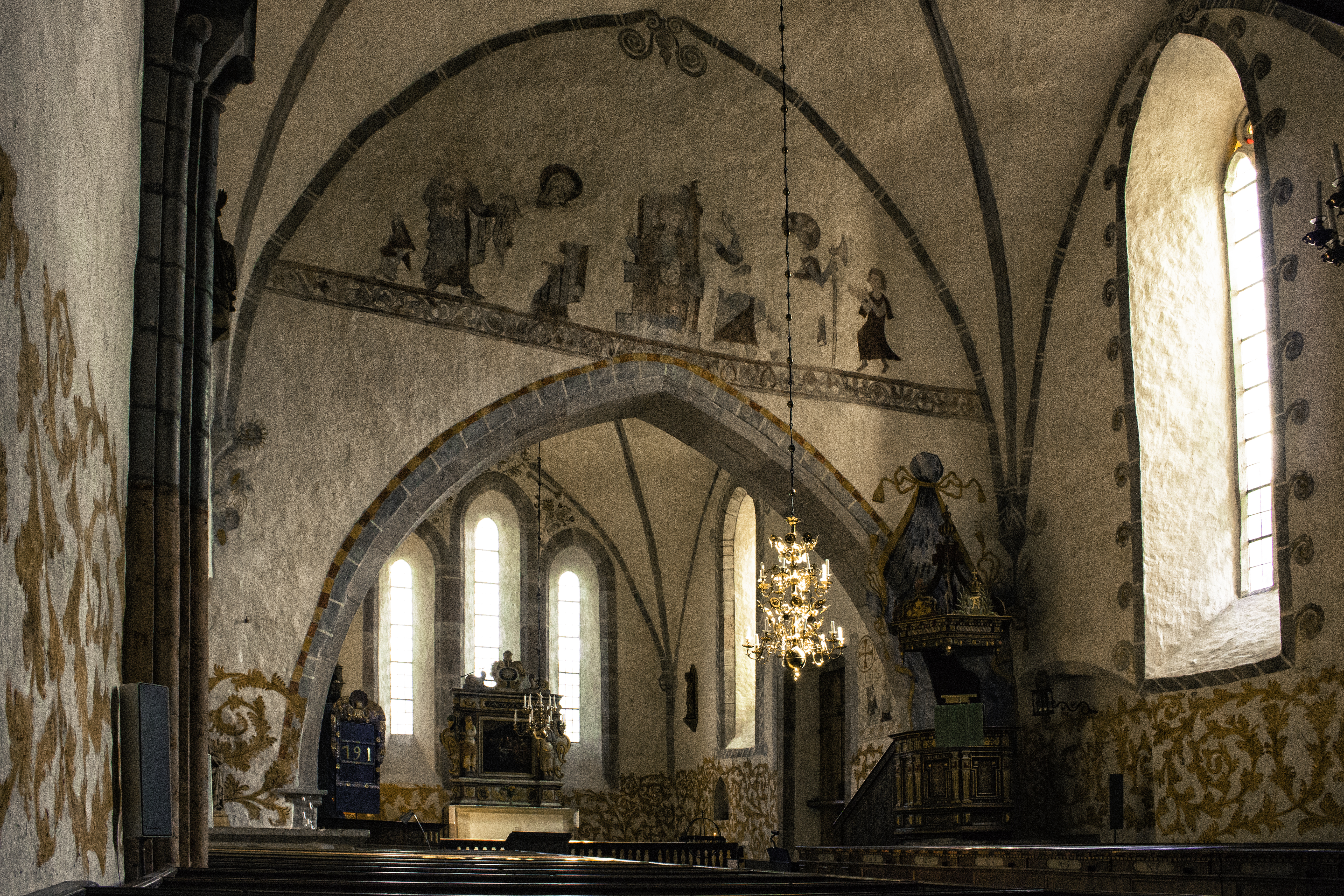
Wnętrze w kierunku prezbiterium

Większą część wnętrza kościoła pokrywają freski. Oryginalne, średniowieczne malowidła przedstawiają sceny z męki Jezusa oraz Chrystusa na majestacie (tzw. Maiestas Domini). Freski te zostały częściowo zamalowane w XVII wieku motywami akantu i innymi malowidłami dekoracyjnymi.
W kościele zachowała się oryginalna romańska chrzcielnica, będąca dziełem Sigrafa z końca XII wieku. Z dawnych średniowiecznych rzeźb zachował się jedynie krzyż triumfalny z połowy XII wieku. Reszta wyposażenia świątyni pochodzi z epoki baroku. W ołtarzu widnieje przedstawienie Ostatniej Wieczerzy. Dzwon datuje się na XV wiek.